# Chiesa di Santa Maria delle Giummare
La chiesa di Santa Maria delle Giummare già chiesa di Santa Maria dell'Alto, altrimenti nota come chiesa di Santa Maria Valverde, è un luogo di culto cattolico ubicato in via Valverde a Sciacca. 
L'appellativo «delle Giummare» deriva dal tipo di palma nana, chiamata localmente giummara, pianta ornamentale spontanea della zona.

## Storia

### Epoca normanna
Primitivo cenobio basiliano posto su declivio di un'altura vicino ad una costruzione fortificata edificio strappato agli invasori musulmani dal gran Conte Ruggero nel 1087.
Giuditta d'Altavilla, figlia del Gran Conte e signora di Sciacca dal 1100 al 1136, fonda un notevole numero di chiese e monasteri, insedia presso la struttura le monache di clausura e i religiosi della Congregazione cluniacense provenienti d'oltralpi. Parimenti ne fonda uno col medesimo titolo a Mazara del Vallo.
Fu costituito un monastero duplice riconosciuto dalle norme del diritto canonico nel quale i padri cluniacensi e le religiose formavano, con le debite separazioni, due monasteri uniti in un'unica struttura, come un "corpo unito da due membra".
Nel rispetto delle regole imposte dalla clausura per la componente femminile, i padri cluniacensi celebravano le loro funzioni nella vicina chiesa di San Leonardo di Limoges dedicata a Leonardo di Noblac.

### Epoca angioina
Nel 1282 scoppiata la rivoluzione culminata coi moti dei Vespri Siciliani contro la mala signoria degli Angiò, furono cacciati dall'isola tutti i Francesi, anche i religiosi originari della Francia, furono costretti ad abbandonare il monastero che in seguito fu convertito in regio priorato col titolo di «Santa Maria delle Giummare» di Sciacca.

### Epoca aragonese
La vicina e dominante fortificazione militare fu trasformata in un imponente castello medievale, il castello dei De Luna d'Aragona, per opera di Guglielmo Peralta, conte di Caltabellotta, divenuto uno dei quattro vicari del regno di Sicilia alla morte di re Federico III di Sicilia.
Il castello passò in mano ai conti Luna quando, morto Nicolò Peralta, figlio di Guglielmo, Margherita, una delle sue tre figlie, andò in sposa al conte Artale de Luna, zio di Martino I di Sicilia.
Nel 1382, il monastero fu destinato alle religiose dell'Ordine di San Benedetto.
Nell'arco temporale compreso tra il 1401 e il 1598 confluirono le religiose del monastero di Santa Maria di Valverde di Caltabellotta. Per contaminazione, al luogo di culto di estese la denominazione e il titolo di «Santa Maria di Valverde». Con il progressivo ripopolamento la chiesetta periferica distante una ottantina di metri a sud-est dell'attuale, fu definitivamente abbandonata. Con la prima migrazione le religiose benedettine di Caltabellotta portarono il quadro raffigurante la Madonna di Valverde.

### Epoca spagnola
Rimaneggiata e realizzata in stile gotico - catalano a partire dal 1530. 
Nel 1619, per timore delle incursioni dei pirati turchi, le monache delle Giummare, trovandosi la loro istituzione fuori le mura della città, furono trasferite nel complesso monasteriale della Badia Grande, fondato e patrocinato a suo tempo sempre da Guglielmo Peralta. Nel 1622 dopo aver provveduto alla recinzione del monastero di alte e robuste mura, come si evince da alcune antiche stampe, esse rientrarono nella propria sede.
Nel 1763 seguirono interventi di restauro con la realizzazione di stucchi e decorazioni barocche, in particolare quelli eseguiti dal palermitano Angelo Firriolo, artista della bottega dei Serpotta.

### Epoca borbonica
Divenuto pericolante, nel 1896 le religiose ritornarono nella Badia Grande.
Nel 1914 la parte orientale fu ceduta dal comune ad una società elettrica che la demolì per costruirvi un'officina.
La parte occidentale fu concessa al Regio Esercito che la utilizzo per vari anni come dormitorio e magazzino di un distaccamento di fanteria. 
Quanto rimane dell'antico monastero, oggi è occupato dagli orfanelli di padre Michele Arena a cui va il merito di aver salvato dalla rovina chiesa con gran parte delle strutture.

## Opere
- 1767 - 1768, Assunzione di Maria Vergine, olio su tela, opera di Mariano Rossi.

## Monastero di Santa Maria delle Giummare
Francesco Vitali, vescovo di Mazara, insieme agli abati del monastero di Santo Spirito di Palermo e del monastero di Santa Maria del Bosco di Calatamauro, in esecuzione alla bolla pontificia di Papa Bonifacio IX del 7 maggio 1401, con cui, accogliendo le suppliche di Margherita Montaliana, si ordinava alle monache del monastero di Santa Maria di Valverde di Caltabellotta di trasferirsi nel monastero di Santa Maria delle Giummare di Sciacca, immette nel possesso del monastero e di tutti i relativi diritti, l'abadessa suor Agata Montaliana.
Un manufatto documentato nell'ambiente costituisce la Fontana del mascherone, opera realizzata sulla rampa di scale dell'ingresso laterale destro della basilica di Maria Santissima del Soccorso, corso Vittorio Emanuele.

## Tabulario del monastero di Santa Maria delle Giummare
La raccolta di diplomi, documenti e pergamene costituenti il Tabulario del monastero di Santa Maria delle Giummare, è custodito nel Diplomatico dell'Archivio di Stato di Palermo.
Le pergamene di questo fondo sono state donate all'Archivio di Stato di Palermo da Ignazio Scaturro nel 1942.

## Priorato di Santa Maria delle Giummare
Il priorato di Sciacca è l'unico dell'ordine cluniacense nell'Italia meridionale. Fu fondato quando l'ordine, a duecento anni dalla nascita, stava volgendo verso la fase di declino, indebitato per le enormi spese dell'abbazia cluniacense e inconscio dei mutamenti dell'economia, da quella medioevale basata sulla proprietà terriera, a quella monetaria. Anche il piccolo priorato di Giuditta partecipò a foraggiare le casse di Cluny con pochi denari dell'epoca. D'altronde l'abate di Cluny, Ponzio, fedele a papa Innocenzo II, non si avvicinò mai troppo a Sciacca considerate le relazioni incerte con i normanni di Sicilia, alleati di Anacleto II antipapa.